# Atmosféra Titanu

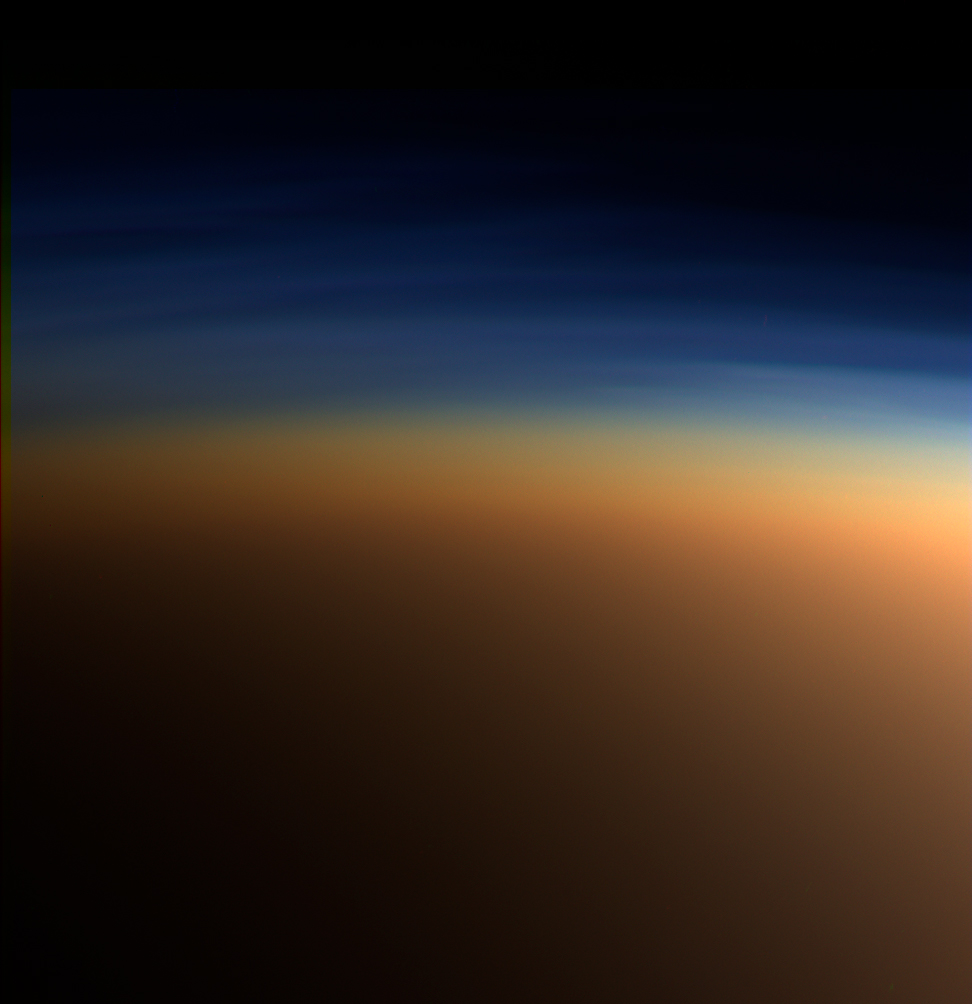
Vrstvy Titanovy atmosféry ve skutečných barvách

Atmosféra Titanu je hustý plynný obal obepínající největší měsíc planety Saturn – Titan. Tloušťka je odhadována na 600 až 800 km, dolní hranice exosféry je ve výšce 1500 km. Titan je jediným satelitem, u něhož byla takováto atmosféra objevena. Atmosféra je natolik silná, že před jejím proměřením zblízka zkreslovala údaje o velikosti měsíce, který byl po dlouhou dobu proto chybně považován za největší měsíc ve sluneční soustavě. Složení dominuje molekulární plynný dusík, který představuje 95–98 % zastoupení. Sekundární složkou je methan, jehož koncentracese pohybuje mezi 1,4 a 4,9 %. Oranžové zbarvení způsobují polycyklické aromatické uhlovodíky a další látky, které vznikají při štěpení methanu slunečním zářením. Kvůli hustému smogu je atmosféra Titanu na většině vlnových délek neprůhledná a znemožňuje tak z dálky pozorovat odrazové spektrum povrchu měsíce.
Tlak na povrchu měsíce dosahuje 1,45 atm, naměřená teplota je zde -179,2 °C. Proudění v atmosféře je silně ovlivněno principem superrotace, částice plynu jsou schopny měsíc oběhnout výrazně rychleji než se těleso otočí kolem své osy. Superrotace ovlivňuje proudění v celé atmosféře od povrchu až po exosféru, nejvíce však ve stratosféře a nejvyšších částech troposféry. Vyvolává silné západní větry, které ve stratosféře dosahují rychlostí i 720 km/h. V atmosféře byla objevena srážková činnost, na Titanu ovšem neprší voda jako na Zemi, nýbrž kapalné uhlovodíky, především methan, někdy i ethan. Uhlovodíky jsou do atmosféry vraceny výparem z povrchových kapalných jezer, jejich koloběh se v lecčem podobá koloběhu vody na naší planetě.

## Základní charakteristika
Atmosféra Titanu je velmi silná, odhadovaná tloušťka je vyšší než 800 km. Když v roce 2005 klesal k povrchu přistávací modul Huygens, bylo udáváno, že sestup do atmosféry byl zahájen ve výšce 1 270 km nad povrchem měsíce. Podobně jako atmosféra na Zemi, které se ta titanovská v lecčems velmi podobá, se plynný obal Titanu dělí do několika vrstev. Nejblíže povrchu se nachází troposféra, v níž se odehrává téměř veškerá srážková činnost a která zásadně ovlivňuje počasí a podnebí na povrchu. Tato vrstva sahá do výšky 40 km nad povrch. Od další vrstvy, stratosféry, která zahrnuje rozmezí výšek 44–300 km nad povrchem, je troposféra oddělena čtyřkilometrovou tropopauzou, oblastí s teplotním minimem. Při dosažení troposféry již lze dohlédnout na povrch měsíce, neboť mlha v troposféře je dostatečně řídká, aby jí prošlo záření většiny vlnových délek. Stratosféra je zdaleka nejbouřlivější oblastí atmosféry, díky superrotaci zde vanou velmi rychlé západní větry.
Nad stratosférou se nachází mezosféra, a to ve výšce od 310 do 490 km, tyto dvě vrstvy odděluje stratopauza. Nad mezopauzou, která se rozkládá od 490 do 600 km, se nachází termosféra, nejsvrchnější vrstva atmosféry. V této vrstvě je nejvyšší termodynamická teplota, což je ovšem způsobeno velmi nízkou koncentrací velmi energetických částic. Přibližně ve výšce 1 500 km, kde dosahuje teplota 175 K (-100 °C), se nachází nejvyšší bod termosféry, tzv. dolní hranice exosféry. To je kritické místo, kde se určuje úniková rychlost gravitačního pole daného tělesa.
Mimoto se v atmosféře Titanu nacházejí dvě ionosféry – oblasti se zvýšeným výskytem nabitých částic, iontů. První se nachází v nejvyšší vrstvě, tedy termosféře v oblasti od 800 do 1200 km. Zde interagují částice slunečního větru s molekulami methanu a štěpí je. Druhá ionosféra se nachází ve výšce 60 km nad povrchem ve stratosféře. Zde interagují částice atmosféry s intergalaktickým kosmickým zářením a dávají vzniknout zřejmě především polycyklickým aromatickým uhlovodíkům, které utvářejí specifický oranžový smog.

## Složení atmosféry

schéma reakcí v atmosféře Titanu za tvorby tholinů

Hlavní složkou titanovského vzduchu je molekulární plynný dusík. Jde o jedinou atmosféru kromě pozemské, jež je takto hustá, a jejímž základem je právě dusík. Nejdůležitější vedlejší složkou je methan. U povrchu Titanu představuje dusík ~95 % složení, z 4,9 %je zastoupen methan. Zbytek připadá na stopová množství dalších plynů, nejvýrazněji je zastoupen molekulární vodík (0,1–0,2 %), dále vyšší vyšší uhlovodíky – ethan, propan, acetylen, propyn; oxid uhličitý, oxid uhelnatý, dikyan, kyanovodík, argon a helium. Jiné organické sloučeniny než methan zřejmě nejsou v nízkých oblastech atmosféry původní, dostaly se sem jako kondenzační spad z vyšších vrstev, kde jsou vytvářeny.
Ve vyšších oblastech (nad 8 km) mizí ze složení vodík a snižuje se koncentrace methanu. Důležitý předěl tvoří tropopauza, kde velká část zbylého methanu díky nízké teplotě kondenzuje a padá zpět do troposféry. Nad touto oblastí je koncentrace methanu výrazně nižší, představuje jen 1,4 % složení, a to na vrub dusíku, kterého je v těchto oblastech přes 98 %. Vlivem záření jsou molekuly methanu ve vyšších vrstvách atmosféry štěpeny a ze vzniklých reziduí se sestavují složitější organické molekuly, nejen ethan a vyšší uhlovodíky, ale i polymerní struktury. Ve stratosféře se nachází zvýšená koncentrace polycyklických aromatických uhlovodíků, které vytvářejí neprůhlednou vrstvu sytě oranžového smogu. Ve vyšších vrstvách lze nalézt nitrily, vyšší alkany nebo těžké anionty tholinů, které jsou zřejmě základem pro vznik molekul smogu v nižších vrstvách. Sonda Cassini při blízkých průletech (nejblíže se dostala do výšky 880 km) zaznamenala sedmiuhlíkaté řetězce. Vyšší nenasycené uhlovodíky, například butadiin nebo triacetylen pohlcují dopadající UV záření ze Slunce a brání tak jeho průchodu k povrchu, podobně jako pozemská ozonová vrstva. Ty se nejvíce nacházejí v oddělených vrstvách mlhy v mezosféře (tzv. detached haze layers).

## Cirkulace atmosféry Titanu a její vrstvy
V atmosféře je patrná cirkulace ve směru rotace Titanu, tedy od západu k východu. Pozorování sondy Cassini z roku 2004 napovídá, že Titanova atmosféra se otáčí mnohem rychleji než Titan sám, podobně jako Venuše.
Titanova ionosféra je složitější než zemská. Její hlavní část se nachází ve výšce asi 1 200 km. Titan má ale i další vrstvu nabitých částic ve výšce 63 km; Tím je Titanova atmosféra rozdělena na dva radiové rezonátory.
Zdroj radiových vln o extrémně nízkých frekvencích je na Titanu nejasný, protože se nezdá, že by se zde ve větší míře vyskytovaly blesky.

## Objev a výzkum
Přítomnost významnější atmosféry poprvé tušil španělský astronom Josep Comas Solà, který pozoroval okrajové ztemnění Titanu v roce 1903 a potvrdil ji Gerard Kuiper roku 1944, kdy pomocí spektroskopie odhadl parciální tlak metanu na povrchu měsíce na řádově 10 kPa. Z pozorování sond Voyager 1 a 2 vyplynulo, že Titanova atmosféra je hustší než zemská s tlakem na povrchu 1,5 vyšším. To vysvětluje její neprůhledné vrstvy, které blokují většinu viditelného světla ze Slunce a dalších zdrojů a zahalují povrch Titanu. Atmosféra je tak hustá a gravitace měsíce tak nízká, že lidé by v ní mohli létat za pomoci křídel na svých rukou. Sonda Huygens během svého sestupu k povrchu měsíce nemohla detekovat směr ke Slunci. Snímky, které pořídila z povrchu pak její operátoři přirovnávali k „fotografovaní asfaltového parkoviště za soumraku“.